# كاركوتاك
كاركوتاك (بالسنسكريتية: कर्कोटक)‏، و(بالإنجليزية: Karkotaka)‏، هو ملكٌ ناغا في الهندوسية. يُعتقد أن كاركوتاك أحد أبناء كاشيابا وكادرو، وقد عاش في غابة بالقرب من مملكة نيشادا. ووفقًا للأساطير الهندوسية، فإنه يلدغ الملك نالا، ويحوله إلى شكل ملتوي وقبيح.